# ادوکانجی
ادوکانجی (به لاتین: Adoukandji) یک منطقهٔ مسکونی در بنین است که در استان کوفو واقع شده‌است.

## خصوصیات
ادوکانجی ۸٬۵۹۶ نفر جمعیت دارد.